# Pile (architecture)
Pour les articles homonymes, voir Pile.

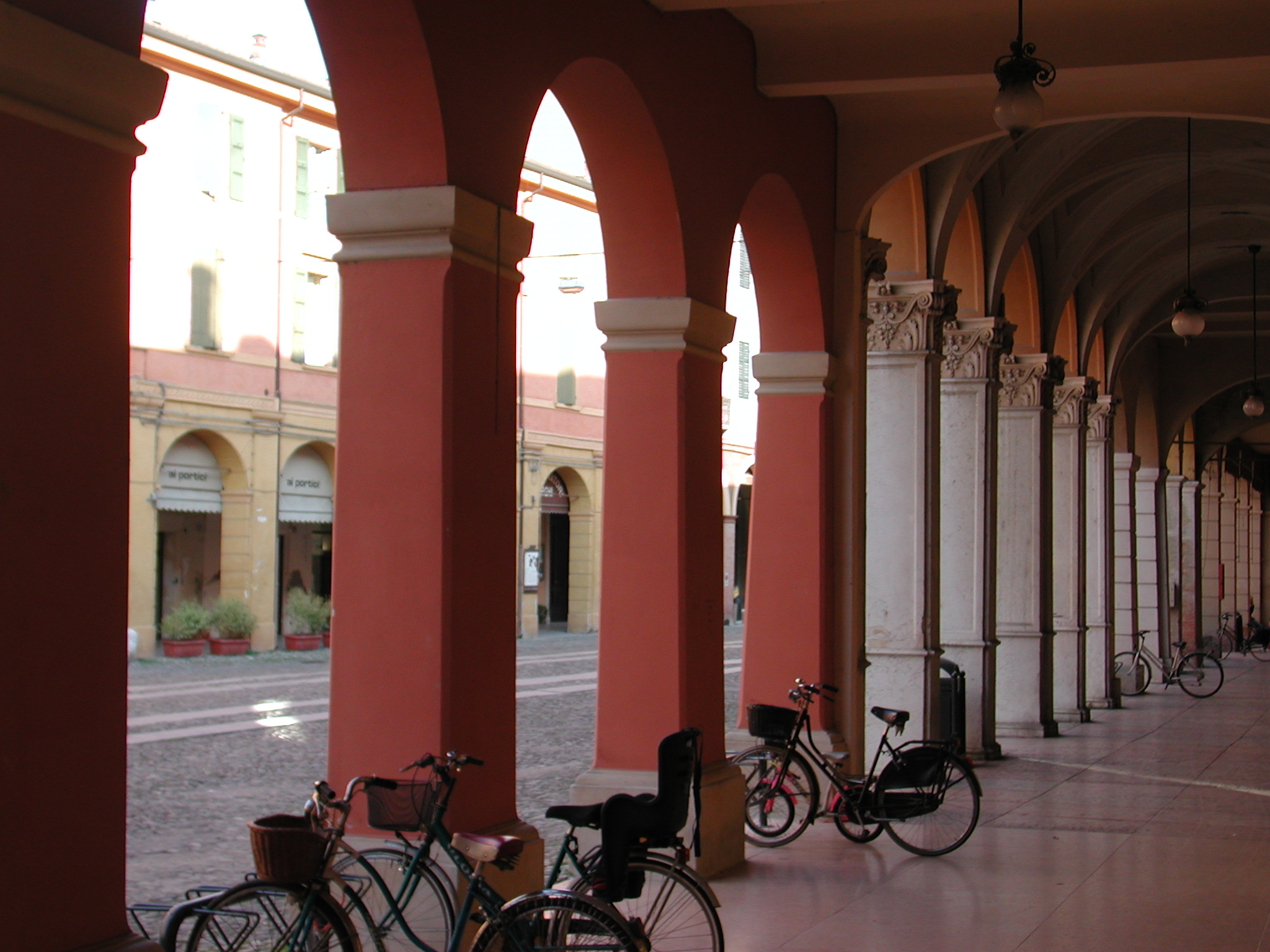
Pile soutenant des arcades à Correggio, Italie.

Une pile est un massif de maçonnerie soutenant les arches d’un pont ou d'un viaduc, ou un pilier de dimensions importantes supportant les arcades d'un bâtiment, telle une église. Une pile évoque toujours un support vertical massif.